# Крюковской, Аркадий Фёдорович
Арка́дий Фёдорович Крюко́вской (Крюко́вский) (1840—1911) — русский драматург, переводчик, цензор.

## Биография
Родился 4 (16) января 1840 года в бедной дворянской семье, сын офицера. Сдав экзамены за гимназический курс, получил свидетельство 7-го класса Владимирской гимназии. В 1864 году начал службу титулярным советником Канцелярии попечителя Петербургского учебного округа. Служил в Канцелярии управления по делам печати (1879—1901): до 1898 года — помощник цензора иностранной цензуры, затем — драматический цензор. В 1901 году был уволен со службы по болезни в чине статского советника с «усиленной» пенсией, т. к. «имения ни родового, ни благоприобретенного не имеет». Был одним из организаторов и деятельных членов Общества русских драматических писателей и оперных композиторов и его представителем в Петербурге (1884—1909).
Крюковской перевёл и переделал на русский лад более 50 пьес немецких, итальянских, французских, польских авторов. Его произведения были опубликованы в сборниках произведений: «Комедии и фарсы» (т. 1—2, СПб., 1900— 01), «Комедии и драмы» (СПб., 1907). Наиб, известны комедии «Денежные тузы» (переделка комедии М. Балуцкого, его же, «Клуб холостяков»; «Наши адвокаты», «Меблированные комнаты Королёва». Пьесы Крюковского были отлитографированы, а некоторые из них были напечатаны в журнале «Артист». Излюбленные жанры Крюковского — комедия-шутка, фарс, водевиль. Переделывая пьесу, Крюковской нередко включал в неё вокальные и танцевальные номера. К 1890-м годам складывается репутация Крюковского как автора «лёгких комедий», одного из поставщиков «жанра забавного и смешного», неутомимого «перекройщика заграничных пьес». Пьесы Крюковского, удобные для постановки, с выигрышными ролями, составляли в 1890-е годы неотъемлемую часть репертуара загородных и провинциальных театров, театра Корша, а некоторые с успехом многие годы шли в Александринском театре.
Умер 3 (16) августа 1911 года. Был похоронен на Смоленском православном кладбище, могила утрачена.